# Sensi Simon
Sensi Simon, eigentlich Till Simon Axel Wagner (* 28. Mai 1979 in Sindelfingen), ist ein deutscher Musiker, Musikproduzent, Sänger, Komponist und Texter.

## Leben
Als Till Simon Wagner geboren wurde, wohnten seine Eltern in Breitenholz in Baden-Württemberg. Seine Mutter ist die aus einer Literatenfamilie stammende Erzieherin Irene Wagner (geborene Schopenhauer, * 1947), eine der letzten lebenden Verwandten des Philosophen Arthur Schopenhauer, sein Vater der vor allem im deutschsprachigen Raum populäre Künstler Hans Anthon Wagner (* 1945). Till „Sensi“ Wagner war das jüngste Kind der Familie, einer seiner Brüder ist der Mediziner Florian Wagner, ein weiterer der unter dem Pseudonym His Brother lebende Musiker Tobias Wagner.
Till Wagner alias Sensi Simon studierte Jazz und Popularmusik (Instrumentalfächer Trompete und Klavier) an der Hochschule für Musik und Darstellende Kunst, Stuttgart.
Einem breiten Publikum wurde er erst durch seine Mitwirkung bei der Unterhaltungs-Gruppe Sensi Simon and His Brother bekannt, nachdem er zuvor als Trompeter und Bandleader in verschiedenen Formationen fungierte. Zwischen 1993 und 2018 gab er über 1500 Konzerte, u. a. beim Open Air Hamm, Summerjam, Chiemsee Reggae Summer, Fusion Festival, Mighty Sounds. Sein auffälliges Trompetenspiel sowie seine Gesangsart und eine marcatoartige Bühnenshow gehören zu seinem Markenzeichen.

## Musikalisches Schaffen (Auszug)
Mitwirkung in Musikgruppen:
- Court Jester’s Crew (1993–2003)
- Sensi Simon and the Studio Nine Band (2001–2008)
- Sensi Simon’s Samowar Band (2006–2015)
- Soulfood International (seit 2003)
- Sensi Simon and the Golden Singles (Esp.) (2005–2010)
- Dr. Aleks and the Fuckers (seit 2010)
- Sensi Simon and His Brother (seit 2012)

## Diskografie
- Court Jester’s Crew – UmbE (1997)
- Court Jester’s Crew – Too High for Low (1999)
- Court Jester’s Crew – Babylon raus. (2003)
- Sensi Simon and the Studio Nine Band – Selected Mastertapes (2002)
- Sensi Simon and the Studio Nine Band – Start your day with… (2005)
- Sensi Simon with the Golde Singles Band – Step Left (2009)
- Sensi Simon’s Samowar Band – (self titled) (2011)
- Sensi Simon and His Brother – Ihre Größten Erfolge #3 (2016)
- Dr. Aleks and the Fuckers – Balkan Guerilla (2015)
- Dr. Aleks and the Fuckers – Hotel Bukuresti (2016)